# 扎瓦達
49°47′39″N 23°9′50″E / 49.79417°N 23.16389°E
扎瓦達（烏克蘭語：Завада），是烏克蘭西部的村莊，隸屬利維夫州的亞沃里夫區。該村始建於1940年，面積0.86平方公里，海拔高度215米，2001年人口545，人口密度每平方公里633.72人。